# Geometry Dash Meltdown
Geometry Dash Meltdown es un videojuego móvil spin-off de Geometry Dash gratis de plataformas de 2015. Desarrollado por el sueco Robert Topala y posteriormente desarrollado por su empresa RobTop Games. Su lanzamiento se produjo el 19 de diciembre de 2015 para iOS y Android.
El videojuego fue ocultado de Play Store el 3 de diciembre de 2019, por un error en la promoción de los otros videojuegos alternos de la distribuidora, RobTop Games, que ocasionó que este no estuviera disponible durante un par de semanas. Topala corrigió el error agregando nueva estructura de la versión 2.2 (beta) del videojuego original. Horas después, se corrigió este error volviendo a la actualización anterior de Meltdown.

## Jugabilidad
Geometry Dash Meltdown utiliza la misma jugabilidad que el videojuego original, Geometry Dash; se debe tocar la pantalla para saltar y esquivar obstáculos.
Este spin-off presenta tres niveles, con monedas secretas, las cuales si el jugador las consigue; al completar el nivel será recompensado con ellas más las estrellas del respectivo nivel. Las longitudes de los niveles son de aproximadamente 1:20 a 1:40 minutos.

## Banda sonora
Las canciones de los niveles fueron hechas por: F-777 y OcularNebula, las cuales algunas fueron modificadas y/o cortadas por RobTop.
| Lista de canciones |                            |          |  |
| N.º                | Título                     | Duración |  |
| 1.                 | «Geometry Dash Menu Theme» | 0:30     |  |
| 2.                 | «Stay Inside Me»           | 4:01     |  |
| 3.                 | «The Seven Seas»           | 1:32     |  |
| 4.                 | «Viking Arena»             | 1:21     |  |
| 5.                 | «Airbone Robots»           | 1:37     |  |

## Desarrollo
El videojuego está programado en lenguaje de programación C++, usando el compilador Cocos2d; siendo estos los mismos componentes que el videojuego original. El videojuego tiene las características de la versión 2.0 (beta) del videojuego original.

## Recepción crítica
En GameZebo, Tom Christiansen lo calificó en 4.5 de 5 mencionando: «gran banda sonora con efectos visuales sincronizados, no obstante la banda sonora puede distraer al jugador, de modo que no se concentre. Es suficientemente adictivo para que el jugador lo juegue más de una vez».